# Yashica Electro 35
Yashica Electro 35 var en av tillverkaren Yashicas mätsökarkameror som lanserades 1966. Kameran har ett fast Yashinon 45/1.7 objektiv som var mycket bra för den tiden. Senare modeller hade en 35/1,8, och en bra optik. Kameran har en elektroniskt kontrollerad tidsinställning med bländarförval. Manuell fokusering av mätsökartyp. Kameran fick snabbt smeknamnet "Nattkameran" på grund av sin möjlighet till långtidsexponering kombinerat med en ljusstark optik.
- 1966 original Yashica Electro 35
- 1968 Yashica Electro 35 G
- 1969 Yashica Electro 35 GT
- 1970 Yashica Electro 35 GS
- 1973 Yashica Electro 35 GTN, GSN and GL
- 197? Yashica Electro 35 GX
- 197? Yashica Electro 35 CC
- 197? Yashica Electro 35 FC